# Euroliga de 2014–15

A temporada da Euroliga 2014–15, que por motivos de patrocinadores chama-se Turkish Airlines Euroleague, teve inicio no dia 23 de setembro de 2014 com a fase qualificatória disputada na cidade de Oostende, Bélgica, e no dia 16 de outubro começou a temporada regular. Teve a participação de 24 equipes e teve Final Four agendado para os dias 15 e 17 de maio de 2015 em Madrid no Barclaycard Center

## Fase classificatória
Oito equipes disputaram entre os dias 23 e 26 de setembro de 2014 em Oostende, Bélgica. O vencedor, UNICS Kazan da Rússia, classificou-se para a Euroliga.
|  | Round 1 | Round 1              | Round 1 |                  |    | Round 2     | Round 2 | Round 2 |  |  | Round 3 | Round 3 | Round 3 |  |
|  |         |                      |         |                  |    |             |         |         |  |  |         |         |         |  |
|  | 1       | UNICS Kazan          | 90      |                  |    |             |         |         |  |  |         |         |         |  |
|  | 1       | UNICS Kazan          | 90      |                  |    |             |         |         |  |  |         |         |         |  |
|  | 4       | Stelmet Zielona Góra | 86      |                  |    |             |         |         |  |  |         |         |         |  |
|  | 4       | Stelmet Zielona Góra | 86      |                  | 1  | UNICS Kazan | 82      |         |  |  |         |         |         |  |
|  |         |                      |         |                  | 1  | UNICS Kazan | 82      |         |  |  |         |         |         |  |
|  |         |                      | 2       | Hapoel Jerusalem | 71 |             |         |         |  |  |         |         |         |  |
|  | 2       | Hapoel Jerusalem     | 2       | Hapoel Jerusalem | 71 | 94          |         |         |  |  |         |         |         |  |
|  | 2       | Hapoel Jerusalem     |         |                  |    |             |         |         |  |  |         |         |         |  |
|  | 3       | ČEZ Nymburk          | 84      |                  |    |             |         |         |  |  |         |         |         |  |
|  | 3       | ČEZ Nymburk          | 84      |                  | 1  | UNICS Kazan | 88      |         |  |  |         |         |         |  |
|  |         |                      |         |                  |    |             |         |         |  |  |         |         |         |  |
|  |         |                      | 2       | ASVEL            | 79 |             |         |         |  |  |         |         |         |  |
|  | 2       | ASVEL                | 2       | ASVEL            | 79 | 86          |         |         |  |  |         |         |         |  |
|  | 2       | ASVEL                |         |                  |    |             |         |         |  |  |         |         |         |  |
|  | 3       | Telenet Oostend      | 77      |                  |    |             |         |         |  |  |         |         |         |  |
|  | 3       | Telenet Oostend      | 77      |                  | 2  | ASVEL       | 74      |         |  |  |         |         |         |  |
|  |         |                      |         |                  | 2  | ASVEL       | 74      |         |  |  |         |         |         |  |
|  |         |                      | 4       | Strasbourg       | 65 |             |         |         |  |  |         |         |         |  |
|  | 1       | VEF Riga             | 4       | Strasbourg       | 65 | 53          |         |         |  |  |         |         |         |  |
|  | 1       | VEF Riga             |         |                  |    |             |         |         |  |  |         |         |         |  |
|  | 4       | Strasbourg           | 82      |                  |    |             |         |         |  |  |         |         |         |  |

## Temporada Regular
Para a disputa da Temporada Regular da Euroliga, as 24 equipes são divididas em quatro grupos com seis equipes cada. Após dez rodadas dentro do grupos, os quatro primeiros colocados classificam-se para a segunda fase.

### Grupo A
Maiores detalhes em Euroliga de 2014–15 – Grupo A
| Clube             | J  | V | D | PF  | PC  | Dif  |
| ----------------- | -- | - | - | --- | --- | ---- |
| Real Madrid       | 10 | 8 | 2 | 873 | 775 | 98   |
| Anadolu Efes      | 10 | 6 | 4 | 723 | 696 | 27   |
| Žalgiris Kaunas   | 10 | 5 | 5 | 714 | 709 | 5    |
| Nizhny Novgorod   | 10 | 5 | 5 | 764 | 823 | -59  |
| UNICS Kazan       | 10 | 5 | 5 | 751 | 721 | 30   |
| Banco di Sardegna | 10 | 1 | 9 | 758 | 859 | -101 |

### Grupo B
Maiores detalhes em Euroliga de 2014–15 – Grupo B
| Clube                    | J  | V  | D | PF  | PC  | Dif  |
| ------------------------ | -- | -- | - | --- | --- | ---- |
| CSKA Moscou              | 10 | 10 | 0 | 880 | 718 | 162  |
| Maccabi Electra Tel Aviv | 10 | 7  | 3 | 797 | 783 | 14   |
| Unicaja Málaga           | 10 | 4  | 6 | 763 | 757 | 6    |
| Alba Berlin              | 10 | 4  | 6 | 762 | 791 | -29  |
| Cedevita Zagreb          | 10 | 3  | 7 | 740 | 789 | -49  |
| CSP Limoges              | 10 | 2  | 8 | 702 | 806 | -104 |

### Grupo C
Maiores detalhes em Euroliga de 2014–15 – Grupo C
| Clube                | J  | V | D | PF  | PC  | Dif  |
| -------------------- | -- | - | - | --- | --- | ---- |
| FC Barcelona         | 10 | 9 | 1 | 861 | 738 | 123  |
| Fenerbahçe Ülker     | 10 | 8 | 2 | 843 | 787 | 56   |
| Panathinaikos        | 10 | 5 | 5 | 768 | 743 | 25   |
| EA7 Emporio Armani   | 10 | 5 | 5 | 775 | 795 | -20  |
| FC Bayern de Munique | 10 | 2 | 8 | 806 | 866 | -60  |
| Zgocelec Turów       | 10 | 1 | 9 | 773 | 897 | -124 |

### Grupo D
Maiores detalhes em Euroliga de 2014–15 – Grupo D
| Clube              | J  | V | D | PF  | PC  | Dif |
| ------------------ | -- | - | - | --- | --- | --- |
| Olympiacos Piraeus | 10 | 8 | 2 | 748 | 711 | 37  |
| Estrela Vermelha   | 10 | 6 | 4 | 784 | 728 | 56  |
| Laboral Kutxa      | 10 | 5 | 5 | 803 | 798 | 5   |
| Galarasaray        | 10 | 4 | 6 | 803 | 818 | -15 |
| Neptunas Klaipeda  | 10 | 4 | 6 | 763 | 857 | -94 |
| Valencia           | 10 | 3 | 7 | 775 | 764 | 11  |

## Segunda Fase (TOP 16)
As dezesseis equipes classificadas durante a Temporada Regular, são distribuídas em 2 grupos com oito equipes cada, sendo que após quatorze rodadas, os quatro melhores de cada grupo se classificam para os Play-offs.

### Grupo E
Para maiores detalhes acessar Euroliga de 2014–15 – Grupo E.
| Clube                     | J  | V  | D  | PF   | PC   | Dif  |
| ------------------------- | -- | -- | -- | ---- | ---- | ---- |
| Real Madrid               | 14 | 11 | 3  | 1224 | 1032 | 192  |
| FC Barcelona              | 14 | 11 | 3  | 1149 | 1062 | 87   |
| Maccabi Tel Aviv          | 14 | 9  | 5  | 1071 | 1072 | -1   |
| Panathinaikos Atenas      | 14 | 7  | 7  | 1048 | 1022 | 26   |
| Alba Berlin               | 14 | 7  | 7  | 976  | 1031 | -55  |
| Zalgiris Kaunas           | 14 | 5  | 9  | 1004 | 1075 | -71  |
| Estrela Vermelha Belgrado | 14 | 4  | 10 | 1025 | 1059 | -34  |
| Galatasaray Istambul      | 14 | 2  | 12 | 1023 | 1167 | -144 |

### Grupo F
Para maiores detalhes acessar Euroliga de 2014–15 – Grupo F.
| Clube                 | J  | V  | D  | PF   | PC   | Dif  |
| --------------------- | -- | -- | -- | ---- | ---- | ---- |
| CSKA Moscou           | 14 | 12 | 2  | 1227 | 1114 | 113  |
| Fenerbahçe Ülker      | 14 | 11 | 3  | 1126 | 1033 | 93   |
| Olympiacos Piréus     | 14 | 10 | 4  | 1075 | 1007 | 68   |
| Anadolu Efes          | 14 | 6  | 8  | 1102 | 1132 | -30  |
| Laboral Kutxa Vitoria | 14 | 6  | 8  | 1155 | 1164 | -9   |
| EA7 Emporio Armani    | 14 | 4  | 10 | 1083 | 1193 | -110 |
| Unicaja Malaga        | 14 | 4  | 10 | 1079 | 1140 | -61  |
| Nizhny Novgorod       | 14 | 3  | 11 | 1121 | 1185 | -64  |

## Playoffs
| #  | Time         | 1  | 2  | 3  | 4  | 5 |   |
| -- | ------------ | -- | -- | -- | -- | - | - |
| 1E | Real Madrid  | 80 | 90 | 72 | 76 | - | 3 |
| 4F | Anadolu Efes | 71 | 85 | 75 | 63 | - | 1 |

| #  | Time                 | 1  | 2   | 3  | 4  | 5 |   |
| -- | -------------------- | -- | --- | -- | -- | - | - |
| 1F | CSKA Moscou          | 93 | 100 | 85 | 74 | - | 3 |
| 4E | Panathinaikos Atenas | 66 | 80  | 86 | 55 | - | 1 |

| #  | Time              | 1  | 2  | 3  | 4  | 5 |   |
| -- | ----------------- | -- | -- | -- | -- | - | - |
| 2E | FC Barcelona      | 73 | 63 | 71 | 68 | - | 1 |
| 3F | Olympiacos Piréis | 57 | 76 | 73 | 71 | - | 3 |

| #  | Time             | 1  | 2  | 3  | 4 | 5 |   |
| -- | ---------------- | -- | -- | -- | - | - | - |
| 2F | Fenerbahçe Ülker | 80 | 82 | 75 | - | - | 3 |
| 3E | Maccabi Tel Aviv | 72 | 67 | 74 | - | - | 0 |

## Final Four
Para maiores detalhes acessar Final Four 2015 da Euroliga

### Semifinais

#### Semifinal 1
| 15 de maio 18:00 | Relatório | CSKA Moscou                                                       | 68–70 | Olympiacos Piréus                                                 |  | Barclaycard Center, Madrid Público: 12 022 |  |
| 15 de maio 18:00 | Relatório | Placar por quarto: 20–17, 16–18, 15–12, 17 – 23                   |       |                                                                   |  | Barclaycard Center, Madrid Público: 12 022 |  |
| 15 de maio 18:00 | Relatório | Pts: de Colo 18 Rbts: Vorontsevich e Kirilenko 5 Asts: Teodosić 5 |       | Pts: Printezis 14 Rbts: Printezis 8 Asts: Printezis e Mantzaris 4 |  | Barclaycard Center, Madrid Público: 12 022 |  |

#### Semifinal 2
| 15 de maio 21:00 | Relatório | Real Madrid                                   | 96–87 | Fenerbahçe Ülker                                                            |  | Barclaycard Center, Madrid Público: 12 634 |  |
| 15 de maio 21:00 | Relatório | Placar por quarto: 20–21, 35-14, 21-24, 20-28 |       |                                                                             |  | Barclaycard Center, Madrid Público: 12 634 |  |
| 15 de maio 21:00 | Relatório | Pts: Ayon 18 Rbts: Ayon 7 Asts: Llull 9       |       | Pts: Goudelock 26 Rbts: Goudelock e Vesely 6 Asts: Bogdanovic e Goudelock 4 |  | Barclaycard Center, Madrid Público: 12 634 |  |

### Decisão de terceiro colocado
| 17 de maio 17:00 | relatório | Fenerbahçe Ülker 80, CSKA Moscou 86              | Fenerbahçe Ülker 80, CSKA Moscou 86 | Fenerbahçe Ülker 80, CSKA Moscou 86                      |  | Barclaycard Center, Madrid Público: 9 849 Árbitros: Hierrezuelo, Dani (SPA), Lottermoser, Robert (GER) e Latisevs, Olegs (LAT) | euroleague.tv |
| 17 de maio 17:00 | relatório | Placar por quarto: 13-27, 11-21, 31-18, 25-20    |                                     |                                                          |  | Barclaycard Center, Madrid Público: 9 849 Árbitros: Hierrezuelo, Dani (SPA), Lottermoser, Robert (GER) e Latisevs, Olegs (LAT) | euroleague.tv |
| 17 de maio 17:00 | relatório | Pts: Goudelock 24 Rbts: Bjelica 10 Asts: Zisis 6 |                                     | Pts: de Colo 17 Rbts: Kaun e Kirilenko 6 Asts: Jackson 6 |  | Barclaycard Center, Madrid Público: 9 849 Árbitros: Hierrezuelo, Dani (SPA), Lottermoser, Robert (GER) e Latisevs, Olegs (LAT) | euroleague.tv |

### Grande Final
| 17 de maio 20:00 |                                                           | Real Madrid 78, Olympiacos Piréus 59 | Real Madrid 78, Olympiacos Piréus 59                         | Real Madrid 78, Olympiacos Piréus 59 |  | Barclaycard Center, Madrid Público: 12 987 Árbitros: Pukl, Sasa (SLO), Ryzhyk, Boris (UKR) e Belosevic, Ilija (SRB) | euroleague.tv |
| 17 de maio 20:00 | Placar por quarto: 15-19, 20-9, 18-18, 25-13              |                                      |                                                              |                                      |  | Barclaycard Center, Madrid Público: 12 987 Árbitros: Pukl, Sasa (SLO), Ryzhyk, Boris (UKR) e Belosevic, Ilija (SRB) | euroleague.tv |
| 17 de maio 20:00 | Pts: Carroll 16 Rbts: Nocioni 7 Asts: Rodríguez e Llull 4 |                                      | Pts: Lojeski 17 Rbts: Hunter 7 Asts: Spanoulis e Printezis 3 |                                      |  | Barclaycard Center, Madrid Público: 12 987 Árbitros: Pukl, Sasa (SLO), Ryzhyk, Boris (UKR) e Belosevic, Ilija (SRB) | euroleague.tv |

| Euroliga 2014-2015 Campeões |
| --------------------------- |
| Real Madrid 8º Título       |

## Brasileiros na Euroliga 2014–15
- Marcelinho Huertas (FC Barcelona)[4]
- João Paulo Batista (CSP Limoges)[5]

## Ligações Externas
- Site da Euroliga (em inglês)